# Pancrațiu de Taormina
Pancrațiu (Pangratie, Pancratie) de Taormina (n. secolul I d.Hr., Antiohia, Siria, Imperiul Roman – d. 40 d.Hr., Taormina, Sicilia, Regatul Italiei) a fost, conform tradiției, primul episcop de Taormina. Este sărbătorit ca episcop martir în ziua de 9 iulie. Hagiografia lui care supraviețuiește este pur legendară. El este, totuși, înregistrat în unele martirologii timpurii.

## Dovezi
Pancrațiu era comemorat pe 8 iulie și 3 aprilie în Martyrologium Hieronymianum (secolul al V-lea). El este de asemenea înscris pe 8 iulie în calendarul de marmură napolitan (din secolul al IX-lea, dar dependent de materialul timpuriu pierdut). În 591 o biserică din Messina a fost dedicată sfinților Ștefan, Pankratios și Euplus, ceea ce probabil se referă la Pancrațiu din Taormina și Euplius din Catania.

## Legendă
Conform vieții legendare a Sfântului Pancrație din Taormina el s-a născut în Antiohia din Cilicia (moderna Adana). El a călătorit la Ierusalim împreună cu părinții săi în timpul existenței pământești a lui Isus; mai târziu întreaga familie a fost botezată în Antiohia. Pancrațiu s-a retras într-o peșteră din Pont unde a fost descoperit de Sfântul Petru și a fost trimis în Sicilia în anul 40 pentru a fi primul episcop al Tauromenium (Taormina modernă). Acolo și-a găsit moartea prin lapidare de către oponenții păgâni ai noii religii.

## Sărbătorire
Este venerat ca sfânt în Biserica Romano-Catolică și în Biserica Ortodoxă ca preot-mucenic.
În Biserica Catolică cultul său este concentrat în insula Sicilia, unde venerația sfinților din estul Mediteranei a fost încurajată în mod deosebit în perioada stăpânirii bizantine. El este sfântul patron al Taorminei și al Canicattì. Ziua sărbătorii lui a fost înscrisă inițial în Martirologiul Roman la 3 aprilie; ulterior aceasta a fost modificată la 8 iulie. Mai des este însă sărbătorit pe 9 iulie - ziua tradițională a martiriului său. Cea mai mare parte a moaștelor sale se păstrează la Roma.
Biserica Ortodoxă îl venerează pe 9 iulie. El este de asemenea comemorat, împreună cu martirii Marcellus și Philagrus, pe 9 februarie. Calendarul grecesc comemorează de asemenea, pe 7 iunie, pe sfintele femei Aesia și Susanna, ucenice ale lui Pancrațiu și martirizate împreună cu el. O parte din moaștele sale sunt păstrate pe Muntele Athos.
Biserica Apostolică Armeană îl venerează în joia următoare primei duminici a Adventului. El este cunoscut în armeană ca Bagarat (Բագարատ). Sinaxarul armean (Յայսմաւուրք) oferă o relatare amplă a faptelor lui Pancrațiu, inclusiv evanghelizarea tuturor orașelor și satelor Siciliei de către acesta.
Sfântul Pancrațiu din Taormina nu trebuie confundat cu Sfântul Pancrațiu al Romei, un tânăr care a fost martirizat după ce a fost decapitat în jurul anului 304.

## Reprezentare în artă
În iconografie Sfântul Pancrațiu este înfățișat ca un bătrân cu părul cenușiu îngălbenit, îmbrăcat ca episcop, ținând o cruce în mâna dreaptă și o Evanghelie în stânga. Crucea comemorează un miracol atribuit Sfântului Pancrațiu prin care a salvat orașul Taormina de la distrugerea de către comandantul păgân Aquilinus. Evanghelia reprezintă propovăduirea credinței creștine.